# Nutri-Metics Open 1987
Nutri-Metics Open 1987 — жіночий тенісний турнір, що проходив на відкритих кортах з твердим покриттям ASB Tennis Centre в Окленді (Нова Зеландія). Належав до турнірів 1-ї категорії в рамках Світової чемпіонської серії Вірджинії Слімс 1987. Турнір відбувся вдруге і тривав з 26 січня до 1 лютого 1987 року. Гретхен Магерс здобула титул в одиночному розряді.

## Фінальна частина

### Одиночний розряд
Гретхен Магерс —  Террі Фелпс 6–2, 6–3
- Для Магерс це був перший титул в одиночному розряді за кар'єру.

### Парний розряд
Анна-Марія Фернандес /  Джулі Річардсон —  Гретхен Магерс /  Елізабет Мінтер 4–6, 6–4, 6–2